# Vaux-les-Prés
Vaux-les-Prés war eine französische Gemeinde im Département Doubs in der Region Bourgogne-Franche-Comté. Vaux-les-Prés ist ein Ortsteil der Gemeinde Chemaudin et Vaux.

## Geographie
Vaux-les-Prés liegt auf einer Höhe von 250 m über dem Meeresspiegel, etwa elf Kilometer westlich der Stadt Besançon (Luftlinie). Das Dorf erstreckt sich in der leicht gewellten Landschaft zwischen den Flussläufen von Doubs im Süden und Ognon im Norden, leicht erhöht am östlichen Rand der Talmulde der Recologne, die hier noch Ruisseau des Prés genannt wird.
Die Fläche des 5,14 km² großen vormaligen Gemeindegebiets umfasste einen Abschnitt südlich des Ognon. Das Gebiet war leicht gewellt und überwiegend von Acker- und Wiesland bestanden; Waldflächen gab es nur wenige (darunter der Bois communal). Für die Entwässerung nach Norden zum Ognon sorgen der Ruisseau des Prés, der durch eine fast ein Kilometer breite Talmulde fließt, und sein rechter Zufluss Ruisseau de Rix. Mit 304 m wurde auf einer Anhöhe im äußersten Nordosten die höchste Erhebung von Vaux-les-Prés erreicht.
Nachbargemeinden von Vaux-les-Prés waren Champagney und Champvans-les-Moulins im Norden, Serre-les-Sapins und Franois im Osten, Chemaudin im Süden sowie Villers-Buzon und Mazerolles-le-Salin im Westen.

## Geschichte
Das vormalige Gemeindegebiet von Vaux-les-Prés war schon sehr früh besiedelt. In einer Höhle wurden 1967 bei archäologischen Grabungen Überreste wie Pfeilspitzen und Näpfe aus dem späten Neolithikum (ungefähr 2500 v. Chr.) entdeckt. Aus der späten Bronzezeit (um 500 v. Chr.) stammen Keramikfragmente, und Münzfunde zeugen von der Anwesenheit der gallorömischen Kultur.
Gegen Ende des 11. Jahrhunderts wurde auf der Anhöhe von Vaux eine Kirche oder ein Kloster gegründet, welches den Kernpunkt der Siedlung bildete. Im Mittelalter erfuhr das Dorf verschiedene Besitzerwechsel, bevor es im 16. Jahrhundert durch Kauf an die Familie Granvelle kam. Zusammen mit der Franche-Comté gelangte Vaux mit dem Frieden von Nimwegen 1678 definitiv an Frankreich. Um eine Verwechslung mit anderen gleichnamigen Gemeinden zu vermeiden, wurde Vaux 1961 offiziell in Vaux-les-Prés umbenannt. Bis zu ihrer Auflösung 2016 war die Gemeinde Vaux-les-Prés Mitglied des Gemeindeverbandes Communauté d’agglomération du Grand Besançon.
Die Gemeinde Vaux-les-Prés schloss sich am 1. Januar 2017 mit Chemaudin zur neuen Gemeinde Chemaudin et Vaux zusammen.

## Sehenswürdigkeiten

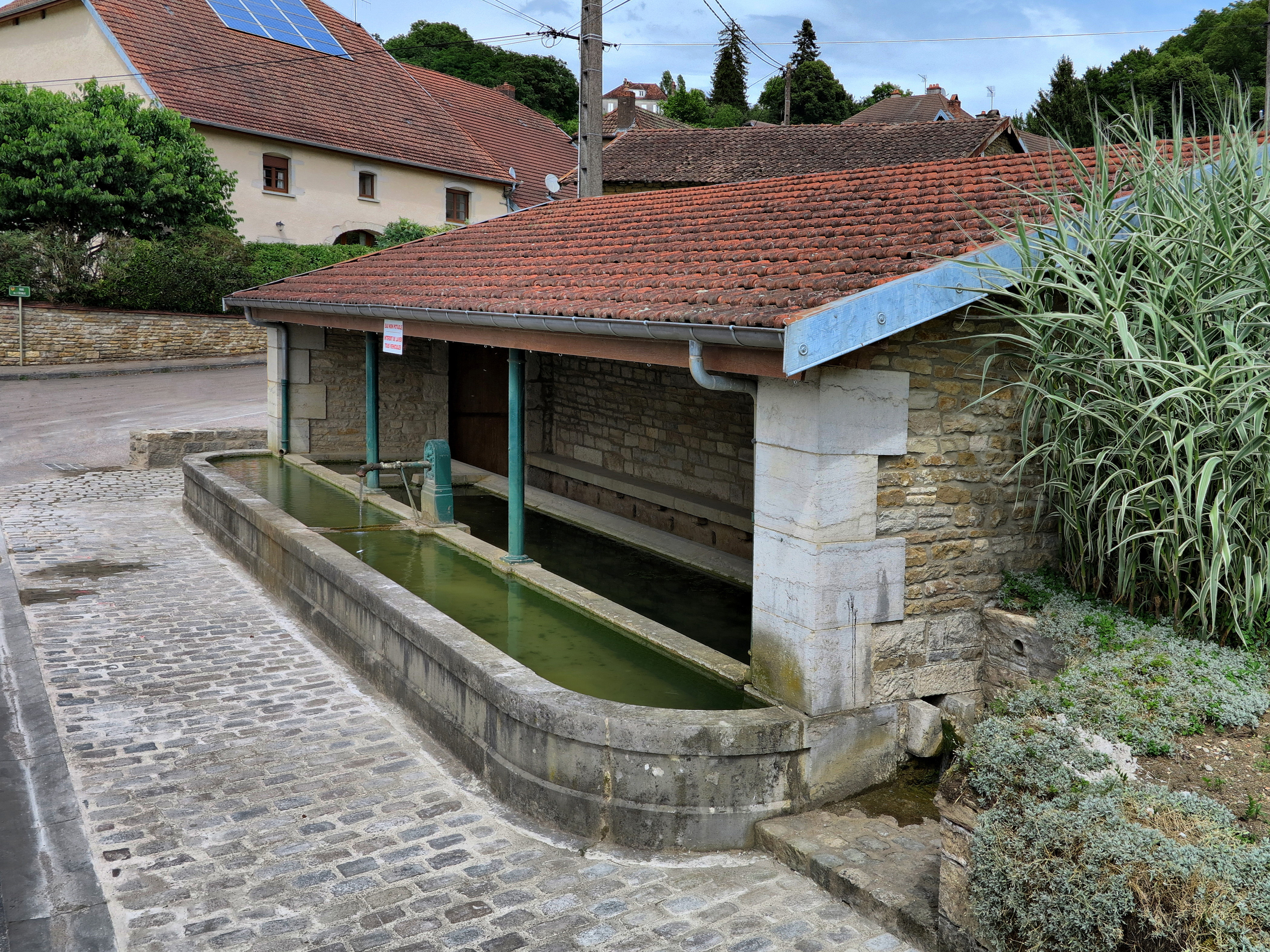
Lavoir

Die Dorfkirche von Vaux-les-Prés wurde 1735 im klassischen Stil erbaut und besitzt eine reiche Innenausstattung. Zu den weiteren Sehenswürdigkeiten gehören das Lavoir (Waschhaus von 1903) und das Schloss, das im 16. Jahrhundert erbaut wurde, heute jedoch nur noch aus Hof und Scheune besteht und sich in Privatbesitz befindet.

## Bevölkerung der ehemaligen Gemeinde
| Bevölkerungsentwicklung | Bevölkerungsentwicklung |
| Jahr                    | Einwohner               |
| ----------------------- | ----------------------- |
| 1962                    | 124                     |
| 1968                    | 136                     |
| 1975                    | 183                     |
| 1982                    | 223                     |
| 1990                    | 251                     |
| 1999                    | 345                     |
| 2005                    | 357                     |
| 2014                    | 369                     |

Mit zuletzt 362 Einwohnern (Stand: 1. Januar 2013) gehörte Vaux-les-Prés zu den kleinen Gemeinden des Départements Doubs. Nachdem die Einwohnerzahl in der ersten Hälfte des 20. Jahrhunderts stets im Bereich zwischen 80 und 120 Personen gelegen hatte, wurde seit Beginn der 1970er Jahre ein deutliches Bevölkerungswachstum verzeichnet. Danach hat sich die Einwohnerzahl fast verdreifacht.

## Wirtschaft und Infrastruktur
Vaux-les-Prés war bis weit ins 20. Jahrhundert hinein ein vorwiegend durch die Landwirtschaft (Ackerbau, Obstbau und Viehzucht) geprägtes Dorf. Daneben gibt es heute einige Betriebe des lokalen Kleingewerbes. Mittlerweile hat sich das Dorf auch zu einer Wohngemeinde gewandelt. Viele Erwerbstätige sind Wegpendler, die in der Agglomeration Besançon ihrer Arbeit nachgehen.
Die Ortschaft liegt zwar abseits größerer Straßen, ist aber trotzdem verkehrstechnisch gut erschlossen. Sie liegt an einer Departementsstraße, die von Chemaudin nach Audeux führt. Der nächste Anschluss an die Autobahn A36, welche das Gemeindegebiet durchquert, befindet sich in einer Entfernung von ungefähr fünf Kilometern. Weitere Straßenverbindungen bestehen mit Villers-Buzon und Champagney.